# Bojan Prašnikar
Bojan Prašnikar (Šmartno ob Paki, 3 febbraio 1953) è un allenatore di calcio ed ex calciatore sloveno, fino al 1991 jugoslavo, di ruolo attaccante.

## Palmarès

### Giocatore

#### Club

##### Competizioni nazionali
- Slovenska republiška nogometna liga: 1

Šmartno ob Paki: 1980-1981

#### Individuale
- Capocannoniere della Slovenska republiška nogometna liga: 4

1975-1976 (23 reti), 1980-1981 (19 reti), 1981-1982 (21 reti), 1982-1983 (21 reti)

### Allenatore

#### Competizioni nazionali
- Campionato sloveno: 6

Olimpia Lubiana: 1993-1994
Maribor: 1996-1997, 1997-1998, 1998-1999, 1999-2000, 2001-2002
- Coppa di Slovenia: 2

Maribor: 1996-1997, 1998-1999